# Richard Leveridge
Richard Leveridge (Londres, 19 de juliol de 1670 – High Holborn, 22 de març de 1758) fou un cantant de la corda de baix i compositor anglès del Barroc.
Posseïa una bella veu de baix i va romandre durant dinou anys al teatre de Lincoln's-inn-Fields. Posteriorment donava concerts en un cafè, i en els últims anys de la seva vida es salvà de la misèria mercès a una pensió dels seus amics. Deixà una òpera titulada Pyramus and Thysbe (1716), i la música del drama de Motteux, The Indian Princess.